# Lijst van burgemeesters van Oudheusden
Dit is een lijst van burgemeesters van de voormalige Nederlandse gemeente Oudheusden tot die gemeente in 1935 opging in de gemeente Drunen.
| Ambtsperiode | Naam burgemeester                   | Partij of stroming | Bijzonderheden                                                           |
| ------------ | ----------------------------------- | ------------------ | ------------------------------------------------------------------------ |
| 18?? - 18??  | Hendricus Franciscus Pulles         |                    | schout/burgemeester                                                      |
| 1838 - 1865  | C. Kleijn                           |                    |                                                                          |
| 1865 - 1871  | A. Muskens                          |                    |                                                                          |
| 1871 - 1876  | Cornelis Josephus Hubertus Malingré |                    |                                                                          |
| 1876 - 1894  | J.P. Pulles                         |                    |                                                                          |
| 1894 - 1916  | C. van Breugel                      |                    |                                                                          |
| 1916 - 1929  | F.A.J. van Liempt                   |                    |                                                                          |
| 1929 - 1930  | mr. H.J.M. Loeff                    |                    | tevens burgemeester van Drunen (1923-1930), later burgemeester van Vught |
| 1930 - 1935  | mr. R.J.Th. van der Heijden         |                    | tevens burgemeester van Drunen (1930-1942)                               |